# جیکوب برتراند
جیکوب برتراند (به انگلیسی: Jacob Bertrand) (متولد ۶ مارس ۲۰۰۰) یک بازیگر آمریکایی است که کار خود را به عنوان یک بازیگر کودک با حضور در فیلم اکراه در سال ۲۰۰۹ و بازی در نقش‌های مهمان در مجموعه‌های تلویزیونی آغاز کرد. او برای ایفای نقش شخصیت اصلی در سریال کربی باکتس و جک مالوی در فیلم تعویض در سال ۲۰۱۶ کانال دیزنی شناخته شده است. از سال ۲۰۱۸، برتراند نقش الی «شاهین» مسکوویتز را در سریال کبرا کای بازی کرده است.

## حرفه
برتراند پیش از کار در دیزنی، چندین نقش در تولیدات نیکلودئون داشت. او به‌طور منظم در سایت طنز ماروین ماروین حضور داشت، صداپیشگی شخصیت اصلی گیل در فصل ۲ سریال انیمیشن بابل گاپیز را بر عهده داشت به عنوان یک شخصیت جزئی در کمدی نوجوان آی کارلی، می‌شود.او به طور منظم در سایت طنز ماروین ماروین حضور داشت، [ ۴] [ ۵] صداپیشگی شخصیت اصلی گیل در فصل ۲ سریال انیمیشن Bubble Guppies را بر عهده داشت، به عنوان یک شخصیت جزئی در کمدی نوجوان i Carly، و شرکت با بازی در نقش چارلی در فیلم کمدی فانتزی Jinxed. [ ۶] تا تاریخ ۲۰۱۸[ بروزرسانی] ، او در مجموعه تلویزیونی YouTube Premium Cobra Kai ظاهر می شود. [ ۷]

## فیلم‌شناسی
| سال  | عنوان                        | نقش                      | یادداشت                      |
| ---- | ---------------------------- | ------------------------ | ---------------------------- |
| ۲۰۰۹ | اجبار                        | توماس ویلکینز            |                              |
| ۲۰۱۲ | داستانهای غروب آفتاب         | دانی                     |                              |
| ۲۰۱۲ | پارانورمن                    | Blithe Hollow Townperson | نقش صدا                      |
| ۲۰۱۲ | واگن قرمز کوچک               | بچه                      | اعتبار نیافته                |
| ۲۰۱۲ | ظهور نگهبانان                | مونتی                    | نقش صدا                      |
| ۲۰۱۳ | ماجراجویی غول پیکر تام و جری | جک                       | فیلم مستقیم به فیلم؛ نقش صدا |
| ۲۰۱۴ | قمارباز                      | پسر جوان                 | اعتبار نیافته                |
| ۲۰۱۸ | بازیکن شماره یک آماده        | بچه دبیرستان             |                              |

| سال           | عنوان            | نقش                         | یادداشت                                    |
| ------------- | ---------------- | --------------------------- | ------------------------------------------ |
| ۲۰۱۱          | چیزهای مشترک کمی | پسر                         | خلبان تلویزیون بی فروش                     |
| ۲۰۱۱          | شنل              | آلفا-کید                    | قسمت: "کوزمو"                              |
| ۲۰۱۱          | وسط              | جیک                         | قسمت: "Valentines Day II"                  |
| ۲۰۱۱          | خانگی            | هابیل                       | مجموعه وب نقش تکراری (۴ قسمت)              |
| ۲۰۱۱          | پارک‌ها و تفریحات | دارن                        | قسمت: "Pawnee Rangers"                     |
| ۲۰۱۱          | انجمن            | جوان جف "Tinkle Town" وینگر | قسمت: "Foosball and Nocturnal Vigilantism" |
| ۲۰۱۳–۲۰۱۶     | حباب گوپی        | گیل                         | نقش اصلی صدا (فصل ۲)                       |
| ۲۰۱۲          | iCarly           | اتاقهای تراشه               | قسمت: "تراشه iBattle"                      |
| ۲۰۱۲          | افسانه کررا      | نواتاک جوان                 | نقش صدا قسمت: "اسکلت در گنجه"              |
| ۲۰۱۲–۲۰۱۳     | ماروین ماروین    | هنری فورمن                  | نقش اصلی                                   |
| ۲۰۱۳          | جینکس            | چارلی مورفی                 | فیلم تلویزیونی                             |
| ۲۰۱۴          | جزیره گردن       | OB                          | فیلم تلویزیونی                             |
| ۲۰۱۴–۲۰۱۷     | سطل‌های کربی      | سطل‌های کربی                 | نقش اصلی                                   |
| ۲۰۱۶          | مبادله           | جک مالوی                    | فیلم اصلی کانال دیزنی                      |
| ۲۰۱۷          | نگهبان شیر       | چاما                        | نقش صدا قسمت: "همسایگان جدید رافیکی"       |
| ۲۰۱۸ – تاکنون | کبرا کای         | الی مسکوویتز / هاوک         | نقش تکرار شونده (فصل ۱)؛ نقش اصلی (فصل ۲)  |